# خرشنة بيضاء الخدود
خرشنة بيضاء الخدود او ابو بطن (الاسم العلمي: Sterna repressa) (بالإنجليزية: White-cheeked Tern)‏ هو نوع من الطيور يتبع جنس الخرشنة من الفصيلة النورسية.